# The Philosopher
Pour plus de détails, voir Fiche technique et Distribution.
The Philosopher est un court métrage français réalisé par Abdulla Alkaabi et sorti en 2010. 
Première réalisation cinématographique d'Abdulla Alkaabi, alors âgé de 23 ans, ce court-métrage est une adaptation de la nouvelle homonyme de Charlie Fish : Jean Reno y incarne le premier rôle, accompagné de Cyrille Thouvenin dans le second rôle. Produit par Oursinfilms, société française également basée à Dubaï, le film a été tourné à Paris à la mi-septembre 2010.
La première projection de The Philosopher a eu lieu au Festival international de Dubaï dans la section des sélections officielles, le 17 décembre 2010.

## Synopsis
Un homme à qui la vie a souri, décide de tout quitter : il abandonne sa maison, sa voiture et offre à des passants étonnés ses biens ainsi que sa liberté d'action. En se libérant de toutes contraintes, il espère devenir un philosophe.

## Fiche technique
- Réalisateur : Abdulla Alkaabi
- Scénario : Abdulla Alkaabi, d'après la nouvelle Baggio's Story de Charlie Fish
- Producteur : Cyril Deleye pour Oursinfilms[1]
- Son : Dominique Lacour
- Musique : Mathias Duplessy
- Directeur de la photographie : Gil Pannetier
- Langue originale : anglais
- Durée : 16 minutes
- Montage : Isabelle Manquillet

Abdulla Alkaabi
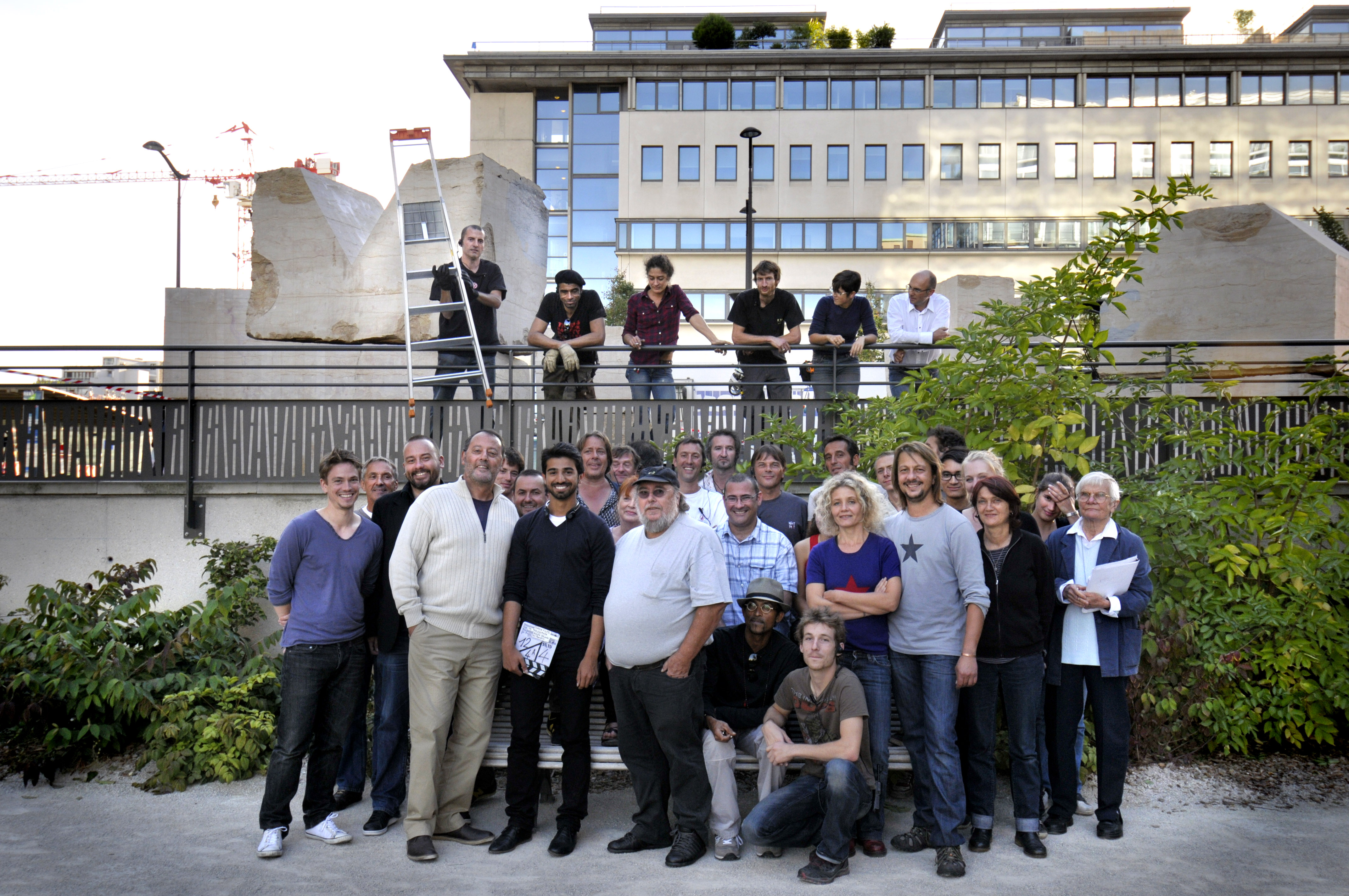
Jean Reno et l'équipe du film.
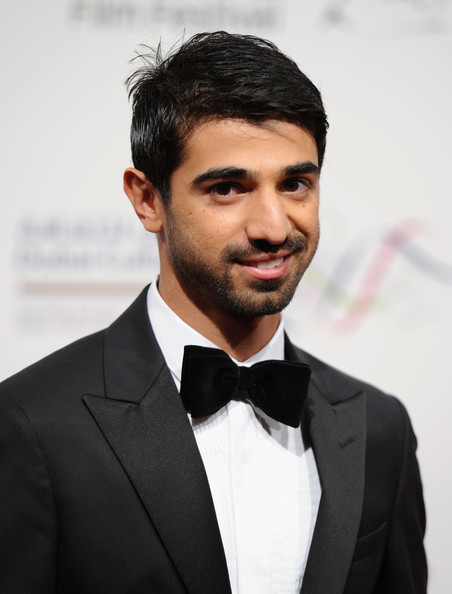
Abdulla Alkaabi à la première internationale de The Philosopher à Dubaï.
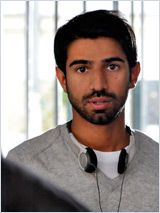
Abdulla Alkaabi sur le tournage de The Philosopher.
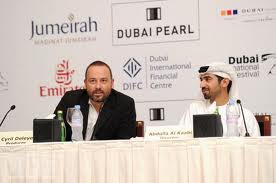
Abdulla Alkaabi et son producteur Cyril Deleye.

## Distribution
- Jean Reno : Baggio
- Cyrille Thouvenin : Leo

## Festivals
2011 :
- Los Angeles cinema festival of hollywood
  - Prix remportés : Best actor, best supporting actor, Award of merit
- Heart of Gold Int. Film Festival
- Vail Film Festival
- Tribeca Film Festival
- Fallbrook Film Festival
- Tallahassee Film Festival
- Festival international du film de Tiburon
- Kurz Film Festival
- Festival Européen du Court-Métrage
- Gulf Film Festival
- Bodega Bay Int. Short Film Festival
- Ohio Independent Film Festival

2010 :
- Dubai International Film Festival